# Tara Browne
Tara Browne (* 4. März 1945 in London, England; † 18. Dezember 1966 ebenda) war ein britischer Adliger und Erbe der Guinness-Familie. Er war eine Galionsfigur des Swinging London Mitte der 1960er Jahre. Sein Unfalltod inspirierte John Lennon zu dem Beatles-Song A Day in the Life.

## Leben
Tara Browne war der Sohn von Dominick Browne, 4. Baron Oranmore and Browne, Mitglied des House of Lords von 1927 bis 1999, und Oonagh Guinness, Brauerei-Erbin und jüngstes der drei „Golden Guinness Girls“. Oonagh Guinness war in zweiter Ehe mit Dominick Browne verheiratet, für den dies ebenfalls die zweite Ehe war. Sie hatten zusammen drei Kinder: Garech Browne (* 1939), einen kurz nach der Geburt verstorbenen Sohn (* 1943), und schließlich Tara Browne. Aus den anderen Ehen seiner Eltern hatte Tara mehrere Halbgeschwister. Die Ehe der Eltern wurde 1950 aufgelöst. Beide Eltern gingen je eine dritte Ehe ein.
Im August 1963 heiratete Browne die Farmerstochter Noreen Anne MacSherry (* 1941; † 11. Juni 2012), die sich Nicky nannte und von zu Hause ausgerissen war, um in London zu leben. Die beiden hatten sich im Jahr zuvor auf der Battersea Fun Faire kennengelernt. Sie hatten bald zwei Kinder, Dorian und Julian.
Mithilfe seines Vermögens versuchte Browne sich als Geschäftsmann. Er war an einer Modeboutique beteiligt und finanzierte die Diskothek Sibylla’s, die im Juni 1966 eröffnete. Zuletzt wandte er sich dem Autorennsport zu und kaufte sich einen türkisfarbenen Lotus Elan.
Schon als Teenager nahm Tara Browne an der auflebenden alternativen Szene des Swinging London teil. Er soll Paul McCartney seinen ersten LSD-Trip verschafft haben.
Seinen 21. Geburtstag feierte Browne in Luggala, dem Landsitz seiner Mutter in den Wicklow Mountains südlich von Dublin. Er ließ um die 200 Gäste einfliegen, darunter John Paul Getty II, Mick Jagger, Brian Jones, Anita Pallenberg und Paul McCartney. Als Liveband spielten The Lovin’ Spoonful. Wenig später trennten sich Tara und Nicky Browne. 1966 traf sich Browne regelmäßig mit dem Model Suki Potier und die beiden wurden ein Paar.

## Tod
Am 18. Dezember 1966 fuhr Tara Browne seinen Lotus Elan mit hoher Geschwindigkeit durch Chelsea. Beifahrerin war seine damalige Partnerin Suki Potier. Er überfuhr auf der Hauptstraße Redcliffe Gardens eine Kreuzung bei roter Ampel und rammte einen geparkten Lieferwagen. Er starb an seinen Verletzungen, während Suki Potier leicht verletzt überlebte.
Tara Brownes Leichnam wurde nach Irland überführt und in Luggala, dem Landsitz seiner Mutter in den Wicklow Mountains südlich von Dublin, beigesetzt. Sein Grab befindet sich dort am Ufer des Lough Tay.

## A Day in the Life
Am 17. Januar 1967 las John Lennon, der mit Browne befreundet war, den Ermittlungsbericht zu Brownes Unfall in der Daily Mail. Er verarbeitete den Artikel zu einem Song, der sich durch die Zusammenarbeit mit Paul McCartney, der ebenfalls mit Tara befreundet war, zu A Day in the Life entwickelte. Darin heißt es:

“He blew his mind out in a car

He didn’t notice that the lights had changed

A crowd of people stood and stared

They’d seen his face before

Nobody was really sure

If he was from the House of Lords”

Ein weniger bekannter Song über Tara Brown stammt von Seán Ó Riada. Auch der Song Death of a Socialite von den Pretty Things (1967) soll sich mit Tara Browne befassen.